# Hegèloc (actor)
Hegèloc (grec antic: Ἡγέλοχος, llatí: Hegelochus) fou un actor tràgic atenès que es va fer famós per la manera de pronunciar la frase d'Eurípides «Ἐκ κυμάτων γὰρ αὖθις αὖ γαλήν᾽ ὁρῶ» i va ser ridiculitzar per Plató, Estratis, Sannirió i Aristòfanes. Sembla, segons diuen diversos escolis, que li va fallar la veu i no va poder pronunciar correctament, i va alterar γαλήν᾽ 'calma' en γαλῆν 'mostel'. L'incident demostra que en aquella època les vocals finals en contacte amb una vocal inicial encara no s'elidien del tot.